# 치어리더는 모두 죽는다
《치어리더는 모두 죽는다》(영어: All Cheerleaders Die)는 2013년 공개된 미국의 공포 영화로, 2001년 동일 감독의 동명 영화의 리메이크 작품이다.

## 출연

### 주연
- 케이틀린 스테이시
- 시아노아 스밋 맥피
- 브룩 버틀러
- 브리아나 워믹

### 조연
- 리어닌 조한닝크
- 레이 파커
- 톰 윌리엄슨
- 니콜라스 S. 모리슨
- 크리스 페트로프스키
- 마이클 보웬
- 시드니 앨리슨
- 쉐이 애스타
- 제시 루빅
- 마이크 맥키
- 제프 샌더스
- 엘리 바르가스
- 나탈리 카스틸로

## 기타
- 라인PD: 존 D. 와그너
- 미술: 크리스타 갤
- 분장팀: 케빈 카터
- 의상: 오네이타 파커
- 배역: 린제이 창
- 프로덕션매니저: 존 D. 와그너